# Matthäus Nimmervoll

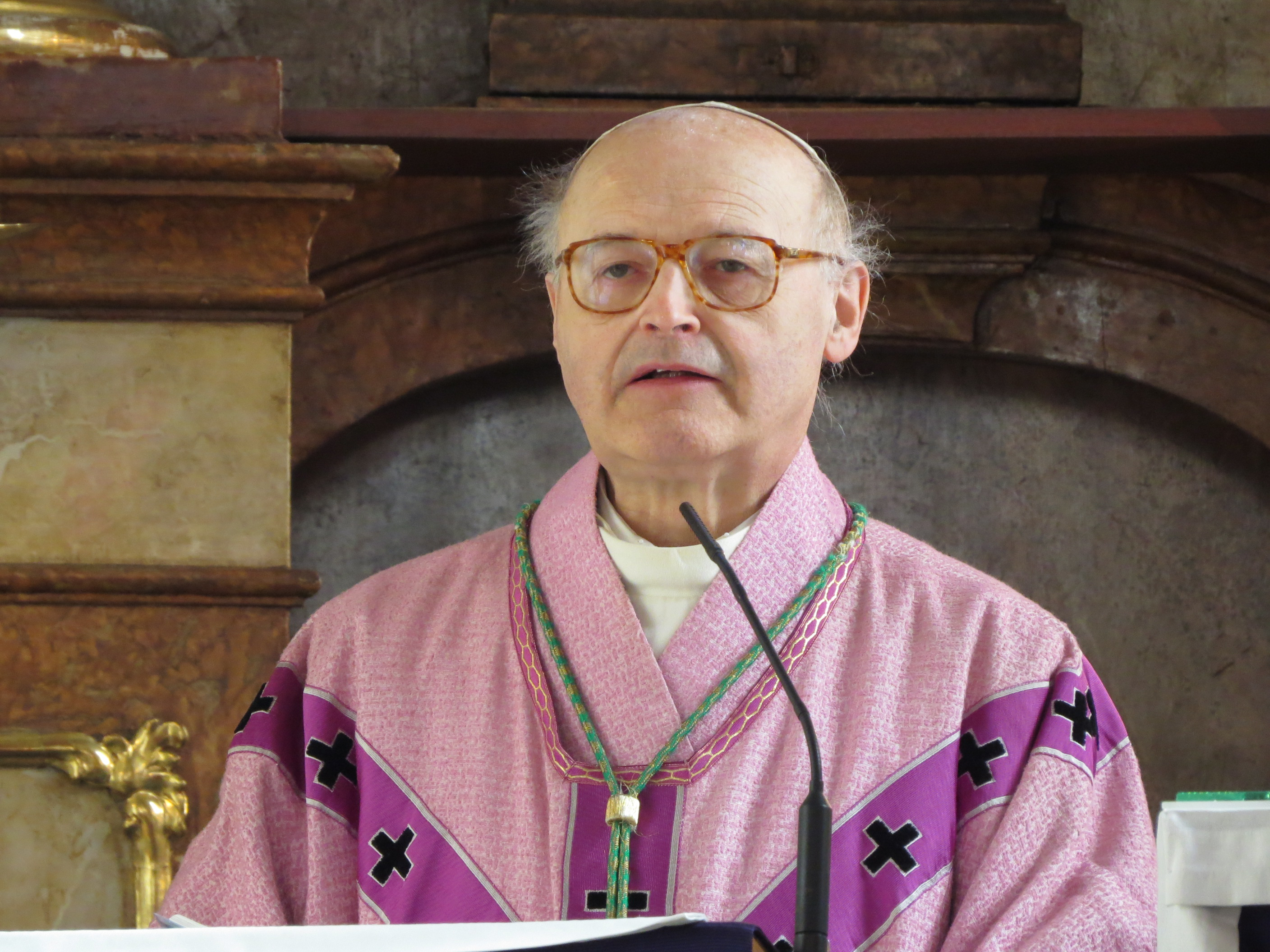
Matthäus Nimmervoll bei einer heiligen Messe in Vertretung des örtlichen Pfarrers in der Pfarrkirche Frankenfels, 2017

Matthäus Nimmervoll OCist, auch: Matthäus IV. Nimmervoll, (* 16. Juni 1950 in  St. Veit an der Gölsen) ist emeritierter Abt des Zisterzienserstiftes Lilienfeld. Am 15. Mai 2019 trat er von seinem Amt zurück.

## Leben
Matthäus Nimmervoll war eines von fünf Kindern eines Steinmetzes, besuchte die Volks- und Hauptschule, legte die Reifeprüfung am Gymnasium in Horn ab und trat am 19. August 1968 in das Zisterzienserstift Lilienfeld ein, wo er am 20. August 1969 die zeitlichen und am 14. September 1973 die ewigen Ordensgelübde ablegte. Die Priesterweihe durch Diözesanbischof Franz Žak erhielt Nimmervoll am 28. Juni 1974 im Stift Lilienfeld.
In Salzburg studierte er an der Universität Philosophie und Theologie und am Mozarteum Kirchenmusik. Seine Sponsion zum Magister der Theologie erfolgte 1975.
Von 1976 bis 1981 war er als Klerikermagister und Novizenmeister und von 1977 bis 1981 zusätzlich als Stiftskaplan und Zeremoniär tätig. 1981 wechselte er als Pfarradministrator / Pfarrvikar nach Loiwein (Gemeinde Lichtenau im Waldviertel), wo er bis 1994 tätig war. In dieser Zeit war er von 1988 bis 1993 auch Dechant vom Dekanat Gföhl.
Nach der Resignation von Abt Norbert Mussbacher am 25. Oktober 1993 wurde Nimmervoll am gleichen Tag zum 65. Abt des Stiftes Lilienfeld gewählt, der am 12. Dezember 1993 die Abtsweihe durch Generalabt Polikárp Zakar folgte. Sein Wahlspruch als Matthäus IV. Nimmervoll lautet „Pax vobis (Friede sei mit Euch)“. Am 15. Mai 2019 trat er wegen der Folgen eines im August 2018 erlittenen Schlaganfalls zurück. Zu seinem Nachfolger wählte der Konvent von Stift Lilienfeld am 16. Mai den bisherigen Prior Pius Maurer, welcher am 28. Juli durch Generalabt Mauro-Giuseppe Lepori benediziert wurde.

## Auszeichnungen

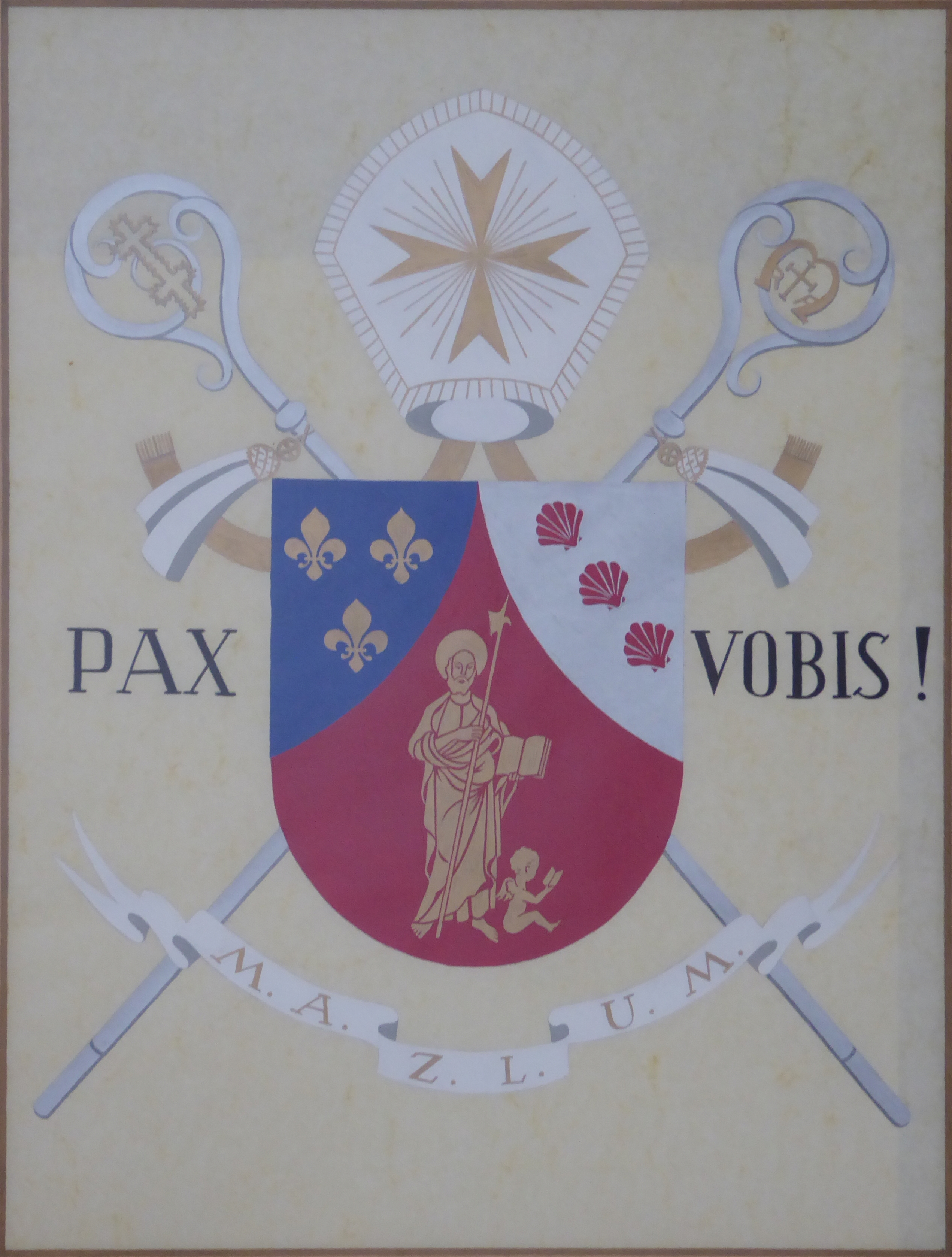
Wappen von Abt Matthäus Nimmervoll

- 1988: Konsistorialrat der Diözese St. Pölten
- 2010: Goldenes Komturkreuz mit dem Stern des Ehrenzeichens für Verdienste um das Land Niederösterreich
- 2010: Ehrenbürger von Lilienfeld
- 2010: Goldener Ehrenring der Marktgemeinde Kaumberg[5]